# Hegetotheria
A Hegetotheria az emlősök (Mammalia) osztályának és a Notoungulata rendjének egyik alrendje.

## Tudnivalók
Cifelli (1993) szerint a Typotheria alrend parafiletikus csoport lehetne, ha a Hegetotheria családokat áthelyeznék belé.

## Rendszerezés
Az alrendbe az alábbi 2 család tartozik:
- †Archaeohyracidae
- †Hegetotheriidae

### Fordítás
Ez a szócikk részben vagy egészben  a   Hegetotheria című angol Wikipédia-szócikk fordításán alapul.  Az eredeti cikk szerkesztőit annak laptörténete sorolja fel. Ez a jelzés csupán a megfogalmazás eredetét és a szerzői jogokat jelzi, nem szolgál a cikkben szereplő információk forrásmegjelöléseként.